# Hamilton (Carolina del Nord)
Hamilton è una città degli Stati Uniti d'America situata nella Carolina del Nord, nella Contea di Martin.